# 에스페란토 공화국
에스페란토 공화국(Esperanta Respubliko)은 에스페란토를 주제로한 가공의 나라이다.